# Karsa István
Karsa István (Szentkirályszabadja, 1847. június 29. – 1917. június 6.) jogi és államtudományi doktor és jogakadémiai tanár.

## Élete
Közbirtokos nemes szülők gyermeke. 1858-ban lépett Pápán a II. gimnaziális osztályba, ahol bölcseleti és teológiai tanulmányait is végezte. 1868-ban főiskolai senior lett. Jogi tanulmányokat a pápai jogakadémián és a budapesti tudományegyetemen folytatott 1872-ig. Joggyakornok volt egy évig Balogh Sándor ügyvéd mellett Budapesten. A köz- és váltóügyvédi vizsgát, valamint a jog- és államtudományi doktori szigorlatot is letette. 1873-ban a pápai főiskola elöljárósága jogakadémiai tanszékra hívta meg, ahol mint rendes tanár a római és osztrák jogot adta elő. Ezután a debreceni református jogakadémia tanára volt. Az 1881. évi debreceni református egyház zsinatára a dunántúli kerület tanári kara tagnak választotta. Neje derecskei Fodor Lenke volt, aki kilenc évvel élte túl férjét.
Mint pápai diák a főiskolai pályázatokon a Péczeli első díjat három ízben nyerte el. Programmértekezése a pápai ev. ref. főgimnázium Értesítőjében (1881. A római birtok keletkezése.)